# Machaonia

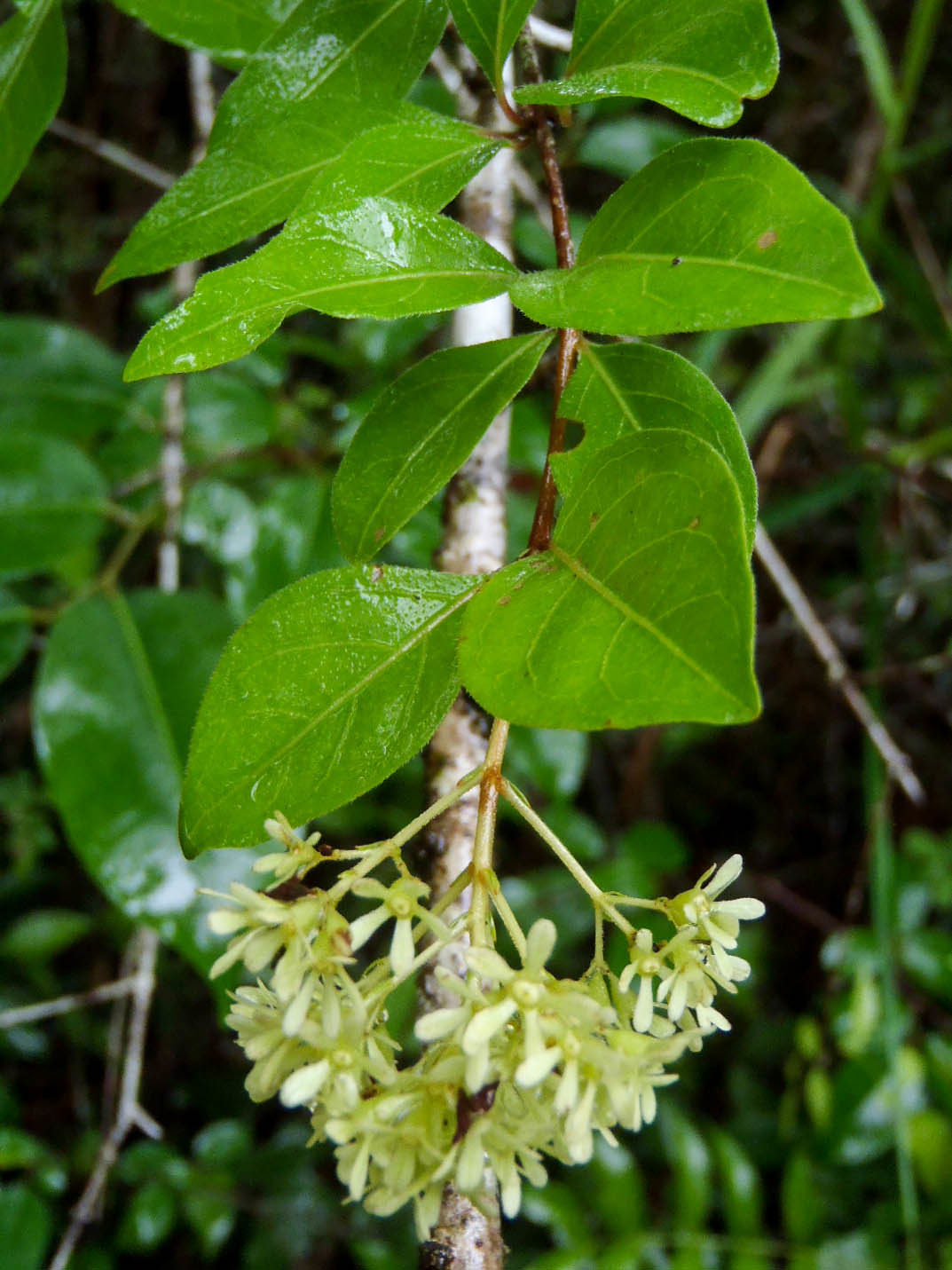

Machaonia é um género botânico pertencente à família Rubiaceae.
1. ↑  «Machaonia — World Flora Online». www.worldfloraonline.org. Consultado em 19 de agosto de 2020